# Laurbær-kirsebær
Laurbærkirsebær (Prunus laurocerasus), også skrevet Laurbær-Kirsebær, fejlagtigt ofte kaldet Kirsebærlaurbær, er en stor, stedsegrøn busk med en bred, opstigende vækstform. grenene er tykke og er selv kun lidt forgrenede. Hele planten er giftig, og ved såring eller knusning af blade og kerner afgives en marcipan-agtig lugt, tegn på cyankalium-lignende stoffer. Frugterne er små, sorte "kirsebær", der smager besk.

## Beskrivelse
Barken er først glat og lysegrøn. Senere bliver den gråsort og ru, og til sidst er den opsprækkende og furet. Knopperne er spredte, tiltrykte, smalle og lysegrønne. Blomsterknopperne er store og halvvejs åbne. Bladene er læderagtige og elliptiske med hel rand. Oversiden er mørkegrøn og blank, mens undersiden er lysegrøn og mat.
Blomsterne sidder i oprette toppe ved bladhjørnerne. De er små og hvide med en sød, tung duft. Frugterne er små, sorte "kirsebær", der smager besk. Frøene spirer villigt.
Rodnettet består af kraftige hovedrødder, der når langt ud og dybt ned. Siderødderne er fint forgrenede og ligger tæt under overfladen.
Højde x bredde og årlig tilvækst: 3 x 2 m (15 x 10 cm/år), men efter en række milde vintre kan busken blive en del større!.

## Hjemsted
Laurbærkirsebær vokser i blandede løvskove på kalkbund i Sydøsteuropa, Lilleasien og Kaukasus, hvor den danner underskov sammen med f.eks. buksbom, kristtorn og pontisk alperose. Klimaet, hvor den vokser er normalt mildt med rigelig nedbør.

## Navn
Arten har intet tilfælles med laurbær, ud over en hvis lighed i bladene, og at disse er stedsegrønne. Derimod er den nært beslægtet med portugisisk laurbærkirsebær. Bemærk at arten på engelsk ofte kaldes "common laurel" eller ligefrem bare "laurel", mens laurbær på (amerikansk) engelsk ofte blot omtales som "bay", "sweet bay", "bay leaf" eller bare "laurel".
| Portal | Portal:Botanik |